# Banksia subg. Banksia
Banksia subg. Banksia je uradno botanično ime za podrod rodu Banksia (banksija). Kot avtonim mora obvezno vključevati tipsko vrsto rodu Banksia, to je B. serrata. Kljub temu pa so se skozi čas razvile različne definicije tega podroda.

## Banksia verae
B. subg. Banksia je mogoče slediti nazaj do Banksia verae, nerazvrščenega taksona, ki ga je leta 1810 opisal Robert Brown v svojem delu Prodromus Florae Novae Hollandiae et Insulae Van Diemen. Brown je razdelil rod Banksia na dve skupini glede na obliko socvetja. V skupino Banksia veraeje je uvrstil vse vrste z značilnimi podolgovatimi klasastimi socvetji, ki so tipični za rod Banksia. Edina izjema je bila vrsta B. ilicifolia, ki ima kubolasto socvetje in je bila zato uvrščena v ločeno skupino Isostylis.
Leta 1830 je Brown dodal še enajst novih vrst in vse uvrstil v skupino Banksia verae. Takratna opredelitev Banksia verae je bila naslednja:
Banksia
Banksia verae
B. pulchella
B. sphærocarpa
B. nutans
B. ericifolia
B. spinulosa
B. Cunninghamii (sedaj B. spinulosa var. cunninghamii)
B. collina (sedaj B. spinulosa var. collina)
B. occidentalis
B. littoralis
B. marginata
B. depressa (sedaj B. marginata)
B. patula (sedaj B. marginata)
B. australis (sedaj B. marginata)
B. insularis (sedaj B. marginata)
B. integrifolia
B. compar (sedaj B. integrifolia subsp. compar)
B. verticillata
B. coccinea
B. paludosa
B. oblongifolia
B. latifolia (sedaj B. robur)
B. marcescens (sedaj B. praemorsa)
B. media
B. attenuata
B. Caleyi
B. Baueri
B. Menziesii
B. elatior (sedaj B. aemula)
B. serrata
B. æmula
B. dentata
B. quercifolia
B. speciosa
B. Solandri
B. grandis
B. Baxteri
B. Goodii
B. prostrata (sedaj B. gardneri)
B. repens
B. Dryandroides
B. Brownii
Isostylis (ena vrsta)

## Eubanksia
Skupino Banksia verae je Stephan Endlicher leta 1847 preimenoval v Eubanksia v svojem četrtem dodatku k delu Genera Plantarum Secundum Ordines Naturales Disposita. To ime je ohranil ureditvi Carl Meissner v svoji razvrstitvi iz leta iz leta 1856. Meissner je Eubanksia povzdignil na raven sekcije in jo nadalje razdelil na štiri serije: B. ser. Abietinæ, B. ser. Salicinae, B. ser. Quercinae in B. ser. Dryandroideae. Te serije so bile opredeljene izključno na podlagi oblike listov, zaradi česar so bile zelo raznolike, z izjemo B. ser. Abietinæ, ki je vsebovala samo (vendar ne vse) vrste s trnkastim vratom pestiča.
Meissnerjeva razvrstitev sekcije B. sect. Eubanksia iz leta 1856 je bila naslednja:
Banksia
B. sect. Eubanksia
B. ser. Abietinæ
B. pulchella
B. Meisneri
B. sphærocarpa
B. sphaerocarpa var. glabrescens (sedaj B. incana)
B. pinifolia (sedaj B. leptophylla)
B. nutans
B. ericifolia
B. spinulosa
B. tricuspis
B. ser Salicinæ
B. cunninghamii (sedaj B. spinulosa var. cunninghamii)
B. collina (sedaj B. spinulosa var. collina)
B. occidentalis
B. littoralis
B. cylindrostachya (sedaj B. attenuata)
B. lindleyana
B. marginata
B. marginata var. Cavanillesii (sedaj B. marginata)
B. marginata var. microstachya (sedaj B. marginata)
B. marginata var. humilis (sedaj B. marginata)
B. depressa (sedaj B. marginata)
B. depressa var. subintegra (sedaj B. marginata)
B. patula (sedaj B. marginata)
B. australis (sedaj B. marginata)
B. Gunnii (sedaj B. marginata)
B. insularis (sedaj B. marginata)
B. integrifolia
B. integrifolia var. minor (sedaj B. integrifolia subsp. integrifolia)
B. integrifolia var. major (sedaj B. integrifolia subsp. integrifolia)
B. integrifolia var. dentata  (sedaj B. robur)
B. compar (sedaj B. integrifolia subsp. compar)
B. paludosa
B. verticillata
B. media
B. attenuata
B. elatior (sedaj B. aemula)
B. lævigata
B. Hookeriana
B. prionotes
B. Menziesii
B. ser. Quercinæ
B. coccinea
B. sceptrum
B. Baueri
B. ornata
B. latifolia (sedaj B. robur)
B. marcescens (sedaj B. praemorsa)
B. oblongifolia
B. serrata
B. æmula
B. Caleyi
B. caleyi var. sinuosa (sedaj B. caleyi)
B. Lemanniana
B. quercifolia
B. dentata
B. prostrata (sedaj B. gardneri)
B. Goodii
B. barbigera
B. repens
B. Solandri
B. solandri var. major (sedaj B. solandri)
B. ser. Dryandroideæ
B. grandis
B. Baxteri
B. speciosa
B. Victoriæ
B. elegans
B. Candolleana
B. dryandroides
B. Brownii
B. sect. Isostylis (ena vrsta)
Razdelitev najvišje ravni na Eubanksia in Isostylis je leta 1870 opustil George Bentham. Namesto tega je rod Banksia razdelil na pet sekcij in obdržal B. sect. Isostylis, preostale vrste pa razdelil v štiri nove sekcije.

## B.subg.BanksiasensuGeorge
Leta 1981 je Alex George objavil temeljito revizijo rodu Banksia v svoji klasični monografiji The genus Banksia Lf (Proteaceae). Ponovno je uvedel Meissnerjevi skupini Eubanksia in Isostylis, pri čemer jima je dodelil rang podroda. Do takrat so bila pravila botanične nomenklature formalizirana tako, da je Eubanksia morala prevzeti avtonim B. subg. Banksia.
Georgeovo razvrstitev sta leta 1996 razveljavila Kevin Thiele in Pauline Ladiges. Vendar je leta 1999 George objavil nekoliko spremenjeno različico svoje razvrstitve v monografiji o rodu Banksia za serijo monografij Flora of Australia. Ta razvrstitev ni splošno sprejeta in se slabo ujema s sodobnimi kladističnimi analizami, vendar ostaja najnovejša uradno objavljena razvrstitev.
V Georgejevi taksonomski razvrstitvi rodu Banksia je podrod B. subg. Banksia nadalje razdeljen v tri sekcije, predvsem glede na obliko vratu pestiča.
- B. sect. Banksia vrste imajo raveno ali ukrivljen, vendar nikoli kljukast vrat pestiča; ta sekcija vsebuje približno 50 vrst, ki so nadalje razdeljene v devet serij.
- B. sect. Coccinea vsebuje eno samo vrsto, Banksia coccinea.
- B. sect. Oncostylis vsebuje tiste vrste, ki imajo kljukast vrat pestiča; vsebuje približno 20 vrst, ki so nadalje razdeljene v štiri serije.

Opredelitev je sledeča: 
Banksia
B. subg. Banksia
B. sect. Banksia
B. ser. Salicinae
B. dentata
B. aquilonia
B. integrifolia
B. integrifolia subsp. integrifolia
B. integrifolia subsp. compar
B. integrifolia subsp. monticola
B. plagiocarpa
B. oblongifolia
B. robur
B. conferta
B. conferta subsp. conferta
B. conferta subsp. penicillata
B. paludosa
B. paludosa subsp. astrolux
B. paludosa subsp. paludosa
B. marginata
B. canei
B. saxicola
B. ser. Grandes
B. grandis
B. solandri
B. ser. Banksia
B. serrata
B. aemula
B. ornata
B. baxteri
B. speciosa
B. menziesii
B. candolleana
B. sceptrum
B. ser. Crocinae
B. prionotes
B. burdettii
B. hookeriana
B. victoriae
B. ser. Prostratae
B. goodii
B. gardneri
B. gardneri var. gardneri
B. gardneri var. brevidentata
B. gardneri var. hiemalis
B. chamaephyton
B. blechnifolia
B. repens
B. petiolaris
B. ser. Cyrtostylis
B. media
B. praemorsa
B. epica
B. pilostylis
B. attenuata
B. ashbyi
B. benthamiana
B. audax
B. lullfitzii
B. elderiana
B. laevigata
B. laevigata subsp. laevigata
B. laevigata subsp. fuscolutea
B. elegans
B. lindleyana
B. ser. Tetragonae
B. lemanniana
B. caleyi
B. aculeata
B. ser. Bauerinae
B. baueri
B. ser. Quercinae
B. quercifolia
B. oreophila
B. sect. Coccinea
B. coccinea
B. sect. Oncostylis
B. ser. Spicigerae
B. spinulosa
B. spinulosa var. spinulosa
B. spinulosa var. collina
B. spinulosa var. neoanglica
B. spinulosa var. cunninghamii
B. ericifolia
B. ericifolia subsp. ericifolia
B. ericifolia subsp. macrantha
B. verticillata
B. seminuda
B. littoralis
B. occidentalis
B. brownii
B. ser. Tricuspidae
B. tricuspis
B. ser. Dryandroideae
B. dryandroides
B. ser. Abietinae
B. sphaerocarpa
B. sphaerocarpa  var. sphaerocarpa
B. sphaerocarpa  var. caesia
B. sphaerocarpa  var. dolichostyla
B. micrantha
B. grossa
B. telmatiaea
B. leptophylla
B. leptophylla var. leptophylla
B. leptophylla var. melletica
B. lanata
B. scabrella
B. violacea
B. incana
B. laricina
B. pulchella
B. meisneri
B. meisneri subsp. meisneri
B. meisneri subsp. ascendens
B. nutans
B. nutans var. nutans
B. nutans var. cernuella
B. subg. Isostylis (3 vrste)

## B.subg.BanksiasensuThiele in Ladiges
Leta 1996 sta Kevin Thiele in Pauline Ladiges objavila rezultate kladistične analize rodu Banksia.Ugotovila sta, da se Georgejeva razvrstitev razmeroma dobro ujema z njunim predlaganim kladogramom, zato sta si prizadevala objaviti taksonomsko razvrstitev, ki je odražala njuno filogenijo, hkrati pa čim manj posegala v takrat veljavno razvrstitev. Pred analizo sta sprejela oba Georgeova podroda in vsakega uporabila kot zunanjo skupino pri analizi drugega. Zato njuna analiza ni prinesla veliko informacij o opredelitvi in razvrstitvi B. subg. Banksia. Vendar sta ugotovila, da podrod ni monofiletski, razen če se izključi vrsta B.<span typeof="mw:Entity" id="mwBTY">&nbsp;</span>elegans. Na koncu sta B. elegans in še pet drugih vrst razvrstila kot incertae sedis (negotov položaj), sicer pa sta ohranila Georgejevo opredelitev podroda.
V Thielejevi in Ladigesovi taksonomski razvrstitvi rodu Banksia je podrod B. subg. Banksiarazdeljen v dvanajst serij. Njegova razvrstitev in opredelitev je sledeča:
Banksia
B. subg. Isostylis (3 vrste)
B. elegans (incertae sedis)
B. subg. Banksia
B. ser. Tetragonae
B. elderiana
B. lemanniana
B. caleyi
B. aculeata
B. ser. Lindleyanae
B. lindleyana
B. ser. Banksia
B. subser. Banksia
B. ornata
B. serrata
B. aemula
B. subser. Cratistylis
B. candolleana
B. sceptrum
B. baxteri
B. speciosa
B. menziesii
B. burdettii
B. victoriae
B. hookeriana
B. prionotes
B. baueri (incertae sedis)
B. lullfitzii (incertae sedis)
B. attenuata (incertae sedis)
B. ashbyi (incertae sedis)
B. coccinea (incertae sedis)
B. ser. Prostratae
B. petiolaris
B. repens
B. chamaephyton
B. blechnifolia
B. hiemalis (now B. gardneri var. hiemalis)
B. gardneri
B. brevidentata (now B. gardneri var. brevidentata)
B. goodii
B. ser. Cyrtostylis
B. pilostylis
B. media
B. epica
B. praemorsa
B. ser. Ochraceae
B. benthamiana
B. audax
B. laevigata
B. laevigata subsp. laevigata
B. laevigata subsp. fuscolutea
B. ser. Grandes
B. grandis
B. solandri
B. ser. Salicinae
B. subser. Acclives
B. oblongifolia
B. plagiocarpa
B. robur
B. dentata
B. subser. Integrifoliae
B. marginata
B. conferta
B. penicillata (now B. conferta subsp. penicillata)
B. paludosa
B. canei
B. saxicola
B. integrifolia
B. integrifolia subsp. integrifolia
B. integrifolia subsp. monticola
B. integrifolia subsp. compar
B. integrifolia subsp. aquilonia (now B. aquilonia)
B. ser. Spicigerae
Banksia subser. Spinulosae
B. spinulosa
B. spinulosa var. spinulosa
B. spinulosa var. collina
B. spinulosa var. cunninghamii
B. spinulosa var. neoanglica
B. subser. Ericifoliae
B. ericifolia
B. ericifolia var. ericifolia
B. ericifolia var. macrantha
B. subser. Occidentales
B. occidentalis
B. brownii
B. seminuda
B. verticillata
B. littoralis
B. ser. Quercinae
B. quercifolia
B. oreophila
B. ser. Dryandroideae
B. dryandroides
B. ser. Abietinae
B. subser. Nutantes
B. nutans
B. nutans var. nutans
B. nutans var. cernuella
B. subser. Sphaerocarpae
B. grossa
B. dolichostyla (now B. sphaerocarpa var. dolichostyla)
B. micrantha
B. sphaerocarpa
B. sphaerocarpa var. sphaerocarpa
B. sphaerocarpa var. caesia
B. subser. Leptophyllae
B. telmatiaea
B. scabrella
B. leptophylla
B. leptophylla var. melletica
B. leptophylla var. leptophylla
B. lanata
B. subser. Longistyles
B. violacea
B. laricina
B. incana
B. tricuspis
B. pulchella
B. meisneri
B. meisneri var. meisneri
B. meisneri var. ascendens:
B. ser. Dryandra

## B.subg.BanksiasensuMast in Thiele
Leta 2005 so Austin Mast, Eric Jones in Shawn Havery objavili rezultate svojih kladističnih analiz podatkov o zaporedju DNK za Banksia. Sklepali so, da se filogenija zelo razlikuje od sprejete taksonomske ureditve, vključno z ugotovitvijo, da je Banksia parafiletična glede na Dryandro. Nova taksonomska ureditev takrat ni bila objavljena, vendar sta Mast in Thiele v začetku leta 2007 začela preureditev s prenosom Dryandre v Banksia in objavo B. subg. Spathulatae za vrste s kličnimi listi v obliki žlice. Tako B. subg. Banksia je bila na novo opredeljena kot vrsta, ki nima kličnih listov v obliki žlice. Mast in Thiele sta napovedala objavo celotne razvrstitve, ko bo vzorčenje DNK Dryandre končano.